# غلستان (نائين)
غلستان هي قرية في مقاطعة نائين، إيران. عدد سكان هذه القرية هو 55 في سنة 2006.